# Хелена Рапапорт
Хелена Рапапорт (народилася в 1994 році в Екеро) — шведська гірськолижниця, яка в основному змагається в супергігантах і швидкісному спуску. Вона виступає за Mälaröarnas Alpina SK. У грудні 2015 року вона дебютувала в альпійському Кубку світу в зв'язку зі швидкісними гонками в Лейк-Луїзі . У травні 2017 року Шведська асоціація лижного спорту оголосила, що Хелена Рапапорт отримала постійне місце в національній збірній з гірських лиж у зв'язку з її внеском в швидкісні дисципліни перед ЧС в Оре 2019 .

## Сім'я
Гелена Рапапорт є племінницею актриси Олександри Рапапорт і була сестрою альпійської вільної лижниці Матильди Рапапорт.